# Tomás de York
Tomás de York (fallecido c. 1260) fue un filósofo y teólogo franciscano inglés nacido en York en fecha desconocida y al parecer fallecido en el mismo lugar 1260. Perteneció a la llamada Escuela de Oxford.
Tomás de York fue discípulo de Roberto Grosseteste en Oxford, al igual que Adán de Marsh y Roger Bacon, y continuó su tradición filosófico-científica. Enseñó en Oxford entre 1253 y 1256, y después en Cambridge.
Escribió un opúsculo titulado Manus quae contra Omnipotentem, en el que defiende a las órdenes mendicantes contra los ataques de Guillermo de Saint-Amour  y de cuantos rechazaban la práctica de la pobreza absoluta en el seguimiento de Cristo. También, la Comparatio sensibilium, que trata de elevar la mente a Dios a través del estudio de la creación, así como sermones y cartas.
Pero su mejor obra es el Sapientiale, aún inédita en edición crítica, a la que Longpré ha calificado como la primera «Suma» metafísica del siglo XIII, intento de síntesis del saber griego con la sabiduría cristiana, y Grabmann como «La primera metafísica original de la alta escolástica, construida sobre base aristotélica».
El Sapientiale es un importante tratado de metafísica basado en la filosofía aristotélica, pero teniendo en cuenta los comentarios árabes de Al-Farabi, Avicena y Averroes, como asimismo los de los judíos Avicebrón y de Maimónides. También se sirve de Cicerón, san Agustín, Boecio y san Anselmo, y de autores posteriores como Nicolás de Amiens, Guillermo de Alvernia, etc. Tomás de York se muestra como poseedor de una mente muy abierta y receptiva a las corrientes filosóficas más diversas, que trata de aunar en una síntesis personal.